# Keith O’Nions
Sir Robert Keith O’Nions  (* 26. September 1944 in Birmingham) ist ein britischer Geochemiker, Petrologe, Mineraloge und Geologe.
Keith O’Nions studierte Geologie an der University of Nottingham und wurde an der University of Alberta bei Roger D. Morton promoviert. Als Post-Doktorand war er an der Universität Oslo. Ab 1971 lehrte er Geochemie an der University of Oxford (zuerst als Demonstrator, dann Lecturer), wurde 1975 Professor für Geologie an der Columbia University und 1979 Royal Society Research Professor an der University of Cambridge. Ab 1995 war er wieder Professor in Oxford, wo er ab 1995 der Fakultät für Geowissenschaften vorstand und Professor für Physik und Chemie von Mineralien war. 1999 wurde er geadelt. Von 2000 bis 2004 war er leitender wissenschaftlicher Berater des britischen Verteidigungsministeriums. Danach war er leitender wissenschaftlicher Berater im Handels- und Industrieministerium, später bekannt als Department for Innovation, University and Skills (und dort Generaldirektor für Wissenschaft und Information) und ab 2008 Direktor des neu geschaffenen Institute for Security Science and Technology am Imperial College London. Von 2010 bis 2014 war er Präsident und Rektor des Imperial College.
Er befasst sich mit Isotopen-Geochemie und Massenspektrometrie und baute entsprechende Laboratorien an der Columbia University und in Cambridge auf.
O’Nions ist Fellow der Royal Society (1983), Mitglied der Norwegischen Akademie der Wissenschaften (1980), der Academia Europaea (1990) und Honorary Fellow der Royal Academy of Engineering. 2004 wurde er Ehrendoktor der Heriot-Watt University und ist insgesamt Ehrendoktor von elf Universitäten. Er ist Fellow der American Geophysical Union, des Institute of Physics, Honorary Fellow der Indian Academy of Sciences (1998) und Fellow der Indian National Science Academy (2001). 
1983 erhielt er die Bigsby Medal, 1979 die James B. Macelwane Medal, 1995 die Arthur Holmes Medal und die Lyell Medal sowie 2001 den Urey Award. 1988 war er Fairchild Scholar am Caltech.
Er war Trustee und 1996 bis 2005 Chairman des Natural History Museum. Von 1998 bis 2000 war er Mitglied des Council of Science and Technology.